# Louis Potheau
Louis Adrien Potheau (* 14. August 1870 in Meudon; † 18. Februar 1955 in Vaison-la-Romaine) war ein französischer Segler.

## Erfolge
Louis Potheau, der für den Cercle de la Voile de Paris segelte, nahm 1908 in London bei den Olympischen Spielen in der 6-Meter-Klasse teil. Als Crewmitglied der Guyoni sicherte er sich neben Pierre Rabot und Skipper Henri Arthus die Bronzemedaille. Nach einem vierten Platz in der ersten Wettfahrt gelangen der Guyoni zwei zweite Plätze in den beiden nachfolgenden Wettfahrten, sodass sie die Regatta hinter der Dormy des britischen Skippers Gilbert Laws und der Zut von Léon Huybrechts auf dem dritten Rang abschloss.